# Малая Малиновка (Нижегородская область)
Малая Малиновка — деревня в составе Большеарьевского сельсовета в Уренском районе Нижегородской области.

## География
Находится на расстоянии примерно 14 километров по прямой на север-северо-восток от районного центра города Урень.

## История
Основана в 1836 году переселенцами-погорельцами из деревни Большая Малиновка. Население было старообрядцами. В 1870 году учтено было дворов 14 и жителей 101. В 1916 году было учтено 39 дворов и 215 жителей. В советское время работал колхоз им. Чапаева. В 1978 году было 26 дворов и 64 жителя, а 1994 — 16 и 22 соответственно.

## Население
Постоянное население составляло 11 человек (русские 100 %) в 2002 году, 5 в 2010.